# Palácio da Aclamação

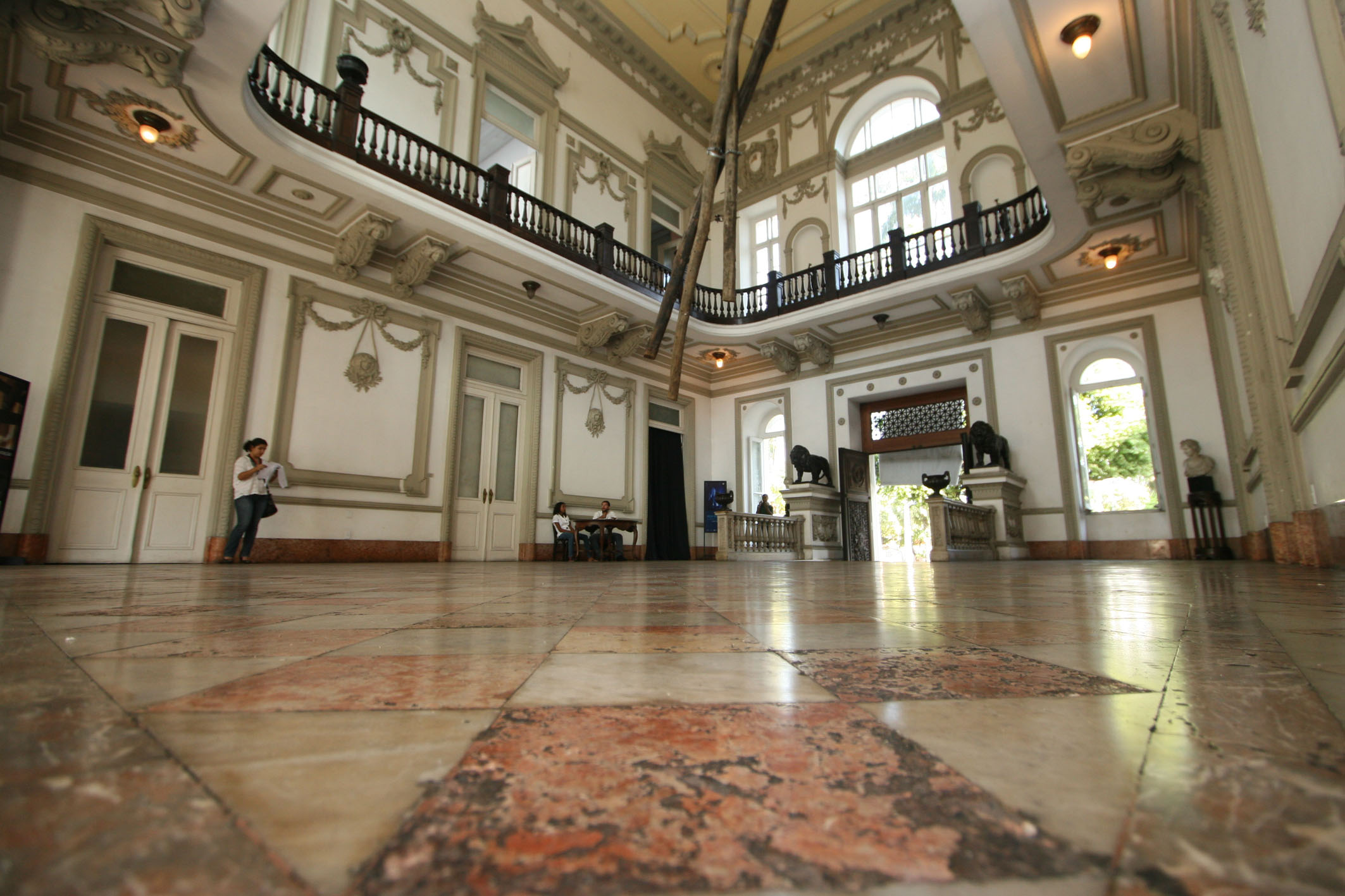
Visão do interior do Palácio.

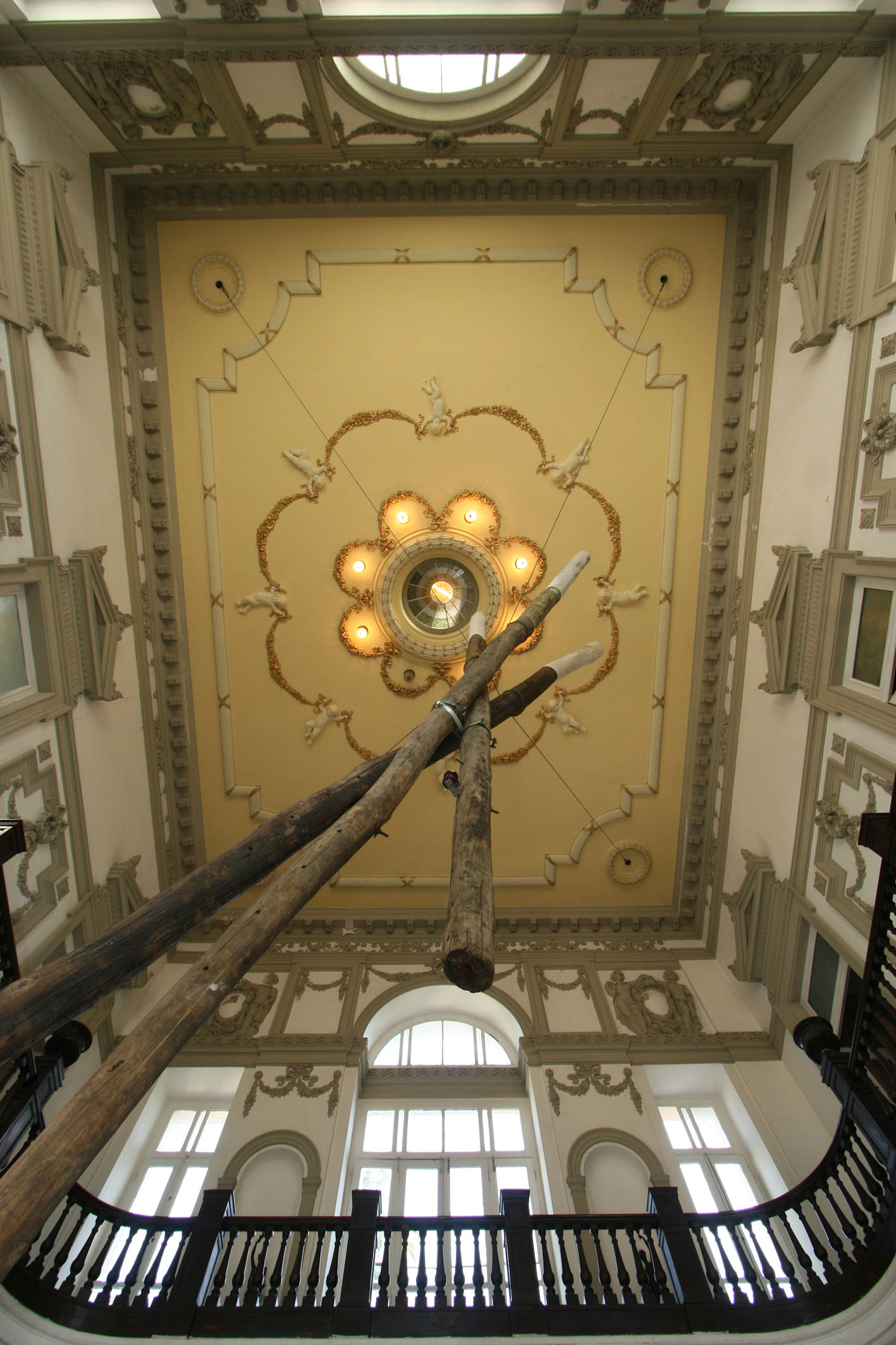
Teto do Palácio.

O Palácio da Aclamação está situado em Salvador, no largo de mesmo nome, e é anexado ao Passeio Público da cidade. Foi durante 55 anos a residência oficial dos governadores da Bahia.

## História
Antes de sua ampliação para sediar a residência oficial dos governadores da Bahia, o “Palacete dos Moraes”, localizado na Praça da Aclamação sob o nº 211, defronte do Forte de São Pedro e ao lado do Passeio Público, pertencia a Miguel Francisco Rodrigues de Moraes, comerciante bem-sucedido, originário da cidade de Ponte de Lima. Ele o comprara, em 1894, da viúva Anna Carolina Ribeiro Miranda. Morto, em 1895, sua viúva, Clara César de Moraes (filha de Horácio César, figura de marcada presença na vida política da Bahia) permaneceu no Palacete até o ano de 1911, quando entendeu-se em negócios com o governo do Estado que adquiriu o imóvel por “trinta contos de reis”. No ato da venda, 11 de setembro de 1911, o governo do Estado se fez representar pelo seu Secretário-Geral de Estado, José Carlos Junqueira Ayres de Almeida. Na época, a residência oficial dos governadores, desde 1908, era o “Palacete das Mercês” (atual Palácio Rio Branco). 
A Bahia vivia o final do governo de João Ferreira de Araújo Pinho (22 de dezembro de 1911). Dois meses após a aquisição da casa dos Moraes, o governador Araújo Pinho, pressionado pelas injunções políticas, alega "condições de saúde" e renuncia, cinco meses antes do término do seu mandato. 
À crise política que se instalou pela posse do governo - de um lado, o substituto constitucional de Araújo Pinho, o presidente da Câmara dos Deputados, Aurélio Rodrigues Viana, e, de outro, a maioria da Câmara, que seguia a orientação de José Joaquim Seabra -, sobreveio o episódio do bombardeio de Salvador, em 10 de janeiro de 1912, cujos disparos, vindos do Forte do Mar, atingiram também o Palácio Rio Branco, residência oficial do governo. Com o incêndio, que destruiu inclusive o acervo da Biblioteca Pública que lá funcionava, as repartições governamentais foram transferidas para o Palácio da Aclamação, tempos depois elevado à condição de residência oficial dos governadores.
Empossado em 29 de março de 1912, J. J. Seabra, com baixos índices de popularidade - sobretudo depois de a cidade ter sido bombardeada  para que se desse a sua posse -, transfere-se para o Palácio da Aclamação, em 7 de julho do mesmo ano, encontrando-o tal como era no tempo dos Moraes. Para a ampliação do prédio, Seabra utilizou uma parte do Passeio Público, fato considerado por políticos e intelectuais da época uma usurpação, além de violação da Lei Orgânica dos Municípios.
Seabra cumpriu seu governo (29 de março de 1912 a 28 de março de 1916) sem terminar as obras do Palácio da Aclamação, deixando para o seu sucessor, Antônio Muniz Sodré de Aragão a sua continuação. Em razão disso, Moniz de Aragão transfere temporariamente a residência oficial para o Palácio da Piedade, onde mais tarde foi construída a sede da Secretaria da Segurança Pública do Estado da Bahia, segundo o jornal O Democrata (Salvador, 23 de abril de 1917). Em 3 de novembro do mesmo ano, Muniz de Aragão retorna ao Palácio da Aclamação. Não há registro da ocorrência de sua inauguração oficial, porém, na fachada do Palácio, à direita da porta principal, está a seguinte inscrição: “A construção deste Palácio foi concluída em 1917, no Governo do Exmo. Sr. Dr. Antônio F. Muniz de Aragão, sendo secretário da Agricultura, Indústria, Comércio, Viação e Obras Públicas, o dr. J. A. Pedreira Franco, diretor da Secretaria da Agricultura, o dr. F. Pontes e fiscal das obras o engenheiro Custódio R. Príncipe Júnior”.
Na transmissão do cargo ao seu sucessor, J.J. Seabra, Moniz de Aragão registra na sua exposição a reconstrução e remodelação do Aclamação.
O Palácio da Aclamação foi residência oficial dos governadores baianos por 55 anos. Nesse período governaram a Bahia:
- José Joaquim Seabra (29 de março de 1912 a 28 de março de 1916)
- Antônio Muniz Sodré de Aragão (29 de março de 1916 a 28 de março de 1920)
- José Joaquim Seabra (29 de março de 1920 a 28 de março de 1924)
- Francisco Marques de Góes Calmon (29 de março de 1924 a 28 de março de 1928)
- Vital Henrique Batista Soares (29 de março de 1928 a 21 de julho de 1930)
- Frederico Augusto Rodrigues da Costa (21 de julho a 25 de outubro de 1930)
- Ataliba Jacinto Osório (25 de outubro a 10 de novembro de 1930)
- Leopoldo Afrânio Bastos do Amaral (1º de novembro de 1930 a 18 de fevereiro de 1931)
- Arthur Neiva (18 de fevereiro a 15 de julho de 1931)
- Raimundo Rodrigues Barbosa (15 de julho a 19 de setembro de 1931)
- Juracy Montenegro Magalhães (19 de setembro de 1931 a 10 de novembro de 1937)
- Antônio Fernandes Dantas (11 de novembro de 1937 a 23 de março de 1938)
- Landulfo Alves de Almeida (28 de março de 1938 a 24 de novembro de 1942)
- Renato Onofre Pinto Aleixo (24 de novembro de 1942 a 28 de outubro de 1945)
- João Vicente Bulcão Viana (8 de novembro de 1945 a 19 de fevereiro de 1946)
- Guilherme Carneiro da Rocha Marback (20 de fevereiro a 26 de julho de 1946)
- Cândido Caldas (26 de julho de 1946 a 10 de abril de 1947)
- Otávio Mangabeira (10 de abril de 1947 a 31 de janeiro de 1951)
- Luiz Régis Pereira Pacheco (31 de janeiro de 1951 a 7 de abril de 1955)
- Antônio Balbino de Carvalho Filho (7 de abril de 1955 a 7 de abril de 1959)
- Juracy Montenegro Magalhães (7 de abril de 1959 a 7 de abril de 1963)
- Antônio Lomanto Júnior (7 de abril de 1963 a 7 de abril de 1967)

No decorrer desse tempo, o Aclamação foi palco de inúmeros acontecimentos históricos e de importantes decisões políticas. Nele foram recepcionadas personalidades diversas em visitas oficiais ao Estado da Bahia. No hall de entrada, à esquerda, está registrada em placa de prata a visita da Rainha da Inglaterra, Isabel II e do príncipe Filipe, Duque de Edimburgo, em 3 de novembro de 1968.
Em 1967, o governador Antônio Lomanto Júnior transfere a residência oficial para um imóvel de propriedade do Estado, no Alto de Ondina, antiga residência do administrador do Campo de Experiências Botânicas que ali havia e que passou a ser chamado de Palácio de Ondina. Com a mudança, o Palácio da Aclamação passou a ser utilizado esporadicamente pelo governador para despachos, solenidades e atos oficiais - grandes recepções, velórios de ex-governadores e outras personalidades baianas. Conservou-se, no entanto, a tradição do governador receber no Aclamação os cumprimentos no dia 2 de julho, data comemorativa da Independência da Bahia, e no fim de cada ano. 
Segundo o historiador e professor de história da Universidade Federal da Bahia, Cid Teixeira, a República estava, ali, homenageada: "Um palácio para o governador com o nome de Aclamação, no local da implantação da República, colocava a casa da viúva Clara César de Moraes como a única e insubstituível para este destino"..

## Arquitetura
O palácio exibe uma bela fachada em estilo neoclássico. Interiormente é decorado com belos painéis emoldurados, guirlandas, laços e medalhões, pintados por Prisciliano Silva. Seu acervo é composto de mobiliários nos estilos Dom José e Luís XV, porcelanas, cristais, bronzes, tapetes persas e franceses e telas de pintores famosos.